# Bitovnit
Bitovnit je precej redek mineral iz niza plagioklazov, ki tvorijo zvezen niz trdnih raztopin od čistega albita (NaAlSi3O8) do čistenga anortita (CaAl2Si2O8). Bitovnit je po definiciji sestavljen iz 30-10 % albita in 70-90 % anortita, zato se ga običajno zapiše s splošno formulo (Ca,Na)[(Al,Si)2Si2O8]. Plagioklazne glinence se brez kemijske analize lahko loči po njihovih lomnih količnikih in gostotah. Bitovnit tako kot drugi plagioklazi kristalizira v triklinskem kristalnem sistemu. Kristali so sive, bele ali slamnato rumene barve, lahko tudi brezbarvni. 
Vsi plagioklazni glinenci se dvojčičijo po albitnem zakonu in tvorijo sklade dvojčkov, ki so debeli od nekaj odlomkov milimetra do nekaj milimetrov. Sloji na površini izgledajo kot raze, ki se v nasrotju s pravimi razami pojavljajo tudi na razkolnih ploskvah. Bitovnit se dvojčiči tudi po karlovarskem, manebaškem in bavenskem zakonu. Popolni dvojčki so kljub pogostemu dvojčičenju redki.
IMA ga na priznava kot samostojen mineral.

## Nahajališča
Bitovnit je kamninotvorni mineral, ki se pojavlja v bazičnih (mafičnih) magmatskih kamninah kot so gabro in anortoziti. Pojavlja se tudi v fenokristih in bazičnih vulkanskih kamninah. V metamorfnih kamninah je redek. Pogosto ga spremljajo pirokseni in olivin.
Mineral so prvič opisali leta 1835 in ga poimenovali po nahajališču Bytown (sedaj Ottawa) v Kanadi. Pojavlja se tudi drugod po Kanadi in v ZDA, na otoku  Rùm (Škotska), v Angliji, na Norveškem, v Južni Afriki in zahodni Avstraliji.

## Uporaba
Bitovnit se priložnostno uporablja v draguljarstvu. Barve variirajo od bele in slamnato rumene do svetlo rjave. Kamni iz Mehike se tržijo kot zlati sončni kamni, vendar se razlikujejo od pravih sončnih kamnov.